# 28511 Marggraff
28511 Marggraff este un asteroid din centura principală de asteroizi.

## Descriere
28511 Marggraff este un asteroid din centura principală de asteroizi. A fost descoperit pe 2 februarie 2000 la Socorro, New Mexico, în cadrul proiectului LINEAR. Asteroidul prezintă o orbită caracterizată de o semiaxă mare de 2,38 ua, o excentricitate de 0,14 și o înclinație de 2,4° în raport cu ecliptica.